# Ernest Cabaner
Joachim Jean Philippe Cabaner dit Ernest Cabaner (Perpignan, 12 octobre 1833 - Paris, 3 août 1881), est un compositeur, pianiste et poète français.

## Biographie
Cabaner, musicien bohème et excentrique, arrive à Paris en 1850. Il s'intéresse à la littérature et à la poésie, fréquente les peintres impressionnistes au Café Guerbois, Paul Cézanne, Pierre Auguste Renoir, Édouard Manet et le salon de Nina de Callias : c'est là qu'il rencontre Paul Verlaine qui le dépeint comme un « Jésus-Christ après trois ans d'absinthe ». Après divers emplois précaires dans le milieu artistique à Paris, il devient barman et pianiste à l'Hôtel des Étrangers où se réunissait le Cercle des poètes zutiques en 1871-1872. 
Plus tard, il écrit lui-même quelques poèmes et met en musique ceux de Charles Cros, de Baudelaire et de Mallarmé. Il meurt à 47 ans, atteint de tuberculose.

## Ses relations avec Arthur Rimbaud
Fin septembre 1871, Verlaine doit trouver un logement pour Rimbaud, arrivé de Charleville, qui s'est rendu insupportable chez les parents de son épouse, rue Nicolet, où vivent également les époux Sivry : il le présente à Ernest Cabaner qui héberge fraternellement l'adolescent quelques jours, guère plus, dans sa chambre à l'Hôtel des Étrangers. Il lui donne sans doute quelques cours de piano. Selon Pierre Petitfils, on pourrait voir dans le célèbre sonnet « Voyelles » de Rimbaud, l'influence de Cabaner qui avait développé une méthode chromatique d'enseignement de la musique en coloriant chaque note d'une couleur définie. Il a dédié son Sonnet des Sept Nombres à son élève « Rimbald ».

## Œuvres

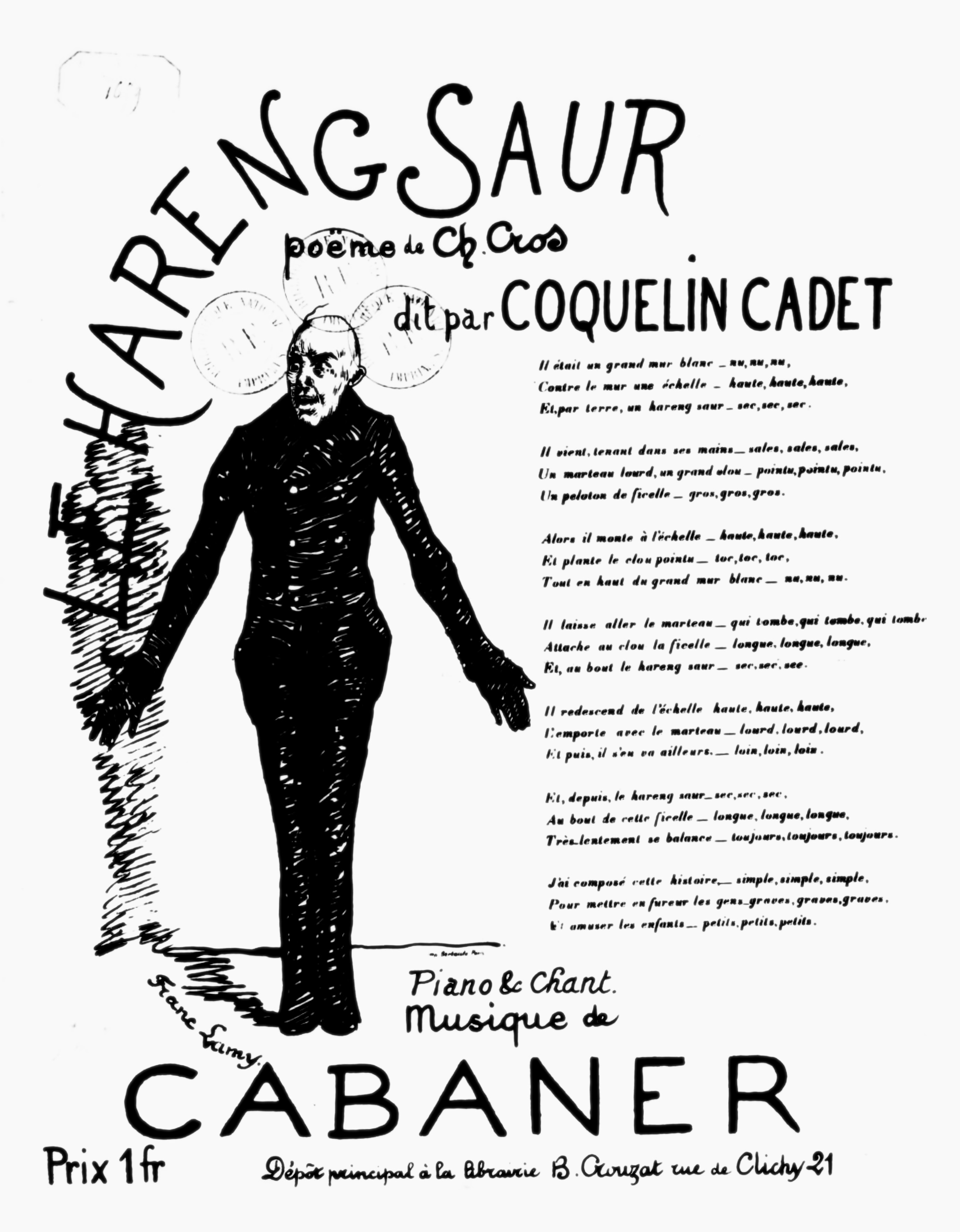
Affichette de Franc-Lamy pour Le Hareng saur de Charles Cros, dit par Coquelin Cadet sur une musique de Cabaner (vers 1875-1880).

- L'Archet, texte de Charles Cros, musique de Cabaner
- Le Hareng saur, texte de Charles Cros, musique de Cabaner
- Mazurka à Nina de Villard, musique de Cabaner
- Le Pâté, texte et musique de Cabaner
- À Paris que fais-tu, texte de Cabaner (d'après Rimbaud)
- Souffles de l'Air, texte et musique de Cabaner
- Sonnet des Sept Nombres, texte de Cabaner
- Le Pâté Del Fragson, texte de Cabaner
- Le Sonnet des Sept Nombres, texte et musique de Cabaner